# Vladslovaart
De Vladslovaart is een onbevaarbare waterloop in de Belgische provincie West-Vlaanderen. De waterloop loopt in de IJzervallei, ten oosten van de IJzer door agrarisch gebied, en zorgt ervoor de afwatering van de polders.
De vaart ontspringt in Bovekerke en Werken, waar verschillende grachten samenstromen in de Molenbeek. Die stroomt verder in westelijke richting zijdelings langs de Handzamevaart en wordt vanaf Vladslo Zijdelinggeleed (West-Vlaams 'Zylinck') genoemd. Ten oosten van Diksmuide buigt het tracé zich af naar het noorden naar Beerst en wordt verder Vladslovaart genoemd. Vanaf daar ligt de bedding meestal maar enkele tientallen meters van de IJzer. De vaart loopt nog verder noordwaarts langs Keiem, Leke, Schore, Mannekensvere om in Nieuwpoort uit te monden in de Kreek van Nieuwdamme en het Nieuwbedelf via een duiker onder het Kanaal Plassendale-Nieuwpoort (Plassendalevaart) ter hoogte van de plaats gekend als de Ketsbrug .
De waterloop werd al in 1444 vermeld als Zilinghe. In 1640 was deze gedeeltelijk bevaarbaar.